# Zoo Basel
Zoo Basel is een dierentuin in de Zwitserse stad Bazel. De dierentuin werd geopend in 1847 en is de oudste dierentuin van Zwitserland. In de volksmond staat de dierentuin ook bekend als Zolli.

## Geschiedenis
De dierentuin van Bazel werd op 3 juli 1874 geopend op initiatief van de lokale ornithologische vereniging. In het eerste openingsjaar verwelkomde de tuin 62.000 bezoekers, terwijl de stad Bazel op dat moment slechts 50.000 inwoners had. Hoewel de aanvankelijke opzet was om in de dierentuin alleen Europese diersoorten te houden, werden vanaf de jaren 1880 ook exotische dieren aan de collectie toegevoegd. In de eerste jaren was de tuin ook het toneel van een twintigtal etnologische tentoonstellingen, waarvan de laatste in 1935 plaatsvond.
Door een donatie van Bazelnaar Johannes Beck in 1901 kon de dierentuin aan het begin van de 20e eeuw investeren in een aantal nieuwe verblijven, waaronder een nieuw roofdierenhuis in 1904 en het antilopenhuis in 1910. In 1922 opende het door beeldhouwer Urs Eggenschwyler gebouwde zeeleeuwenverblijf en in 1927 kwam er een nieuw vogelhuis. In 1937 werd de dierentuin getroffen door een uitbraak van mond-en-klauwzeer die een groot deel van de dierencollectie het leven kostte. In 1939 kon de oppervlakte van de dierentuin worden uitgebreid door de acquisitie van het terrein Sautergarten. 
In de decennia na de Tweede Wereldoorlog bouwde de dierentuin onder andere een nieuw roofdierenhuis, het apenhuis, het Vivarium en de gebouwen voor olifanten en neushoorns. Ook werden  bij de dieren enkele opmerkelijke fokresultaten behaald, met een geboorte van een Indische neushoorn in 1956, de eerste in Europa geboren gorilla in 1958 en in 1959 de wereldwijd eerste geboorte van een flamingo in gevangenschap. In 1970 importeerde de dierentuin een groepje Somalische wilde ezels, die de basis vormden van de gehele huidige Europese dierentuinpopulatie van deze soort.

## Belangrijkste verblijven

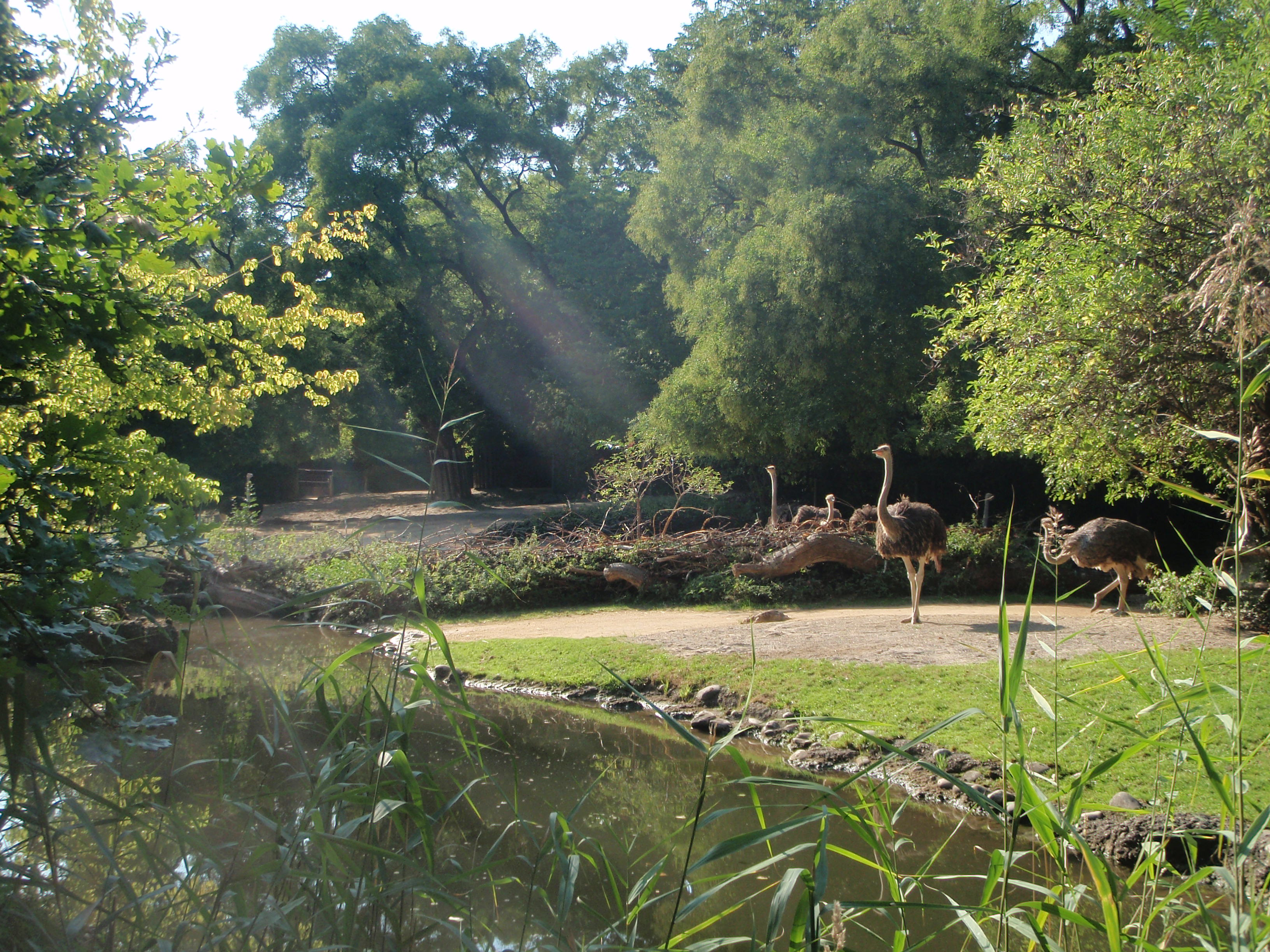
Afrika-Anlage

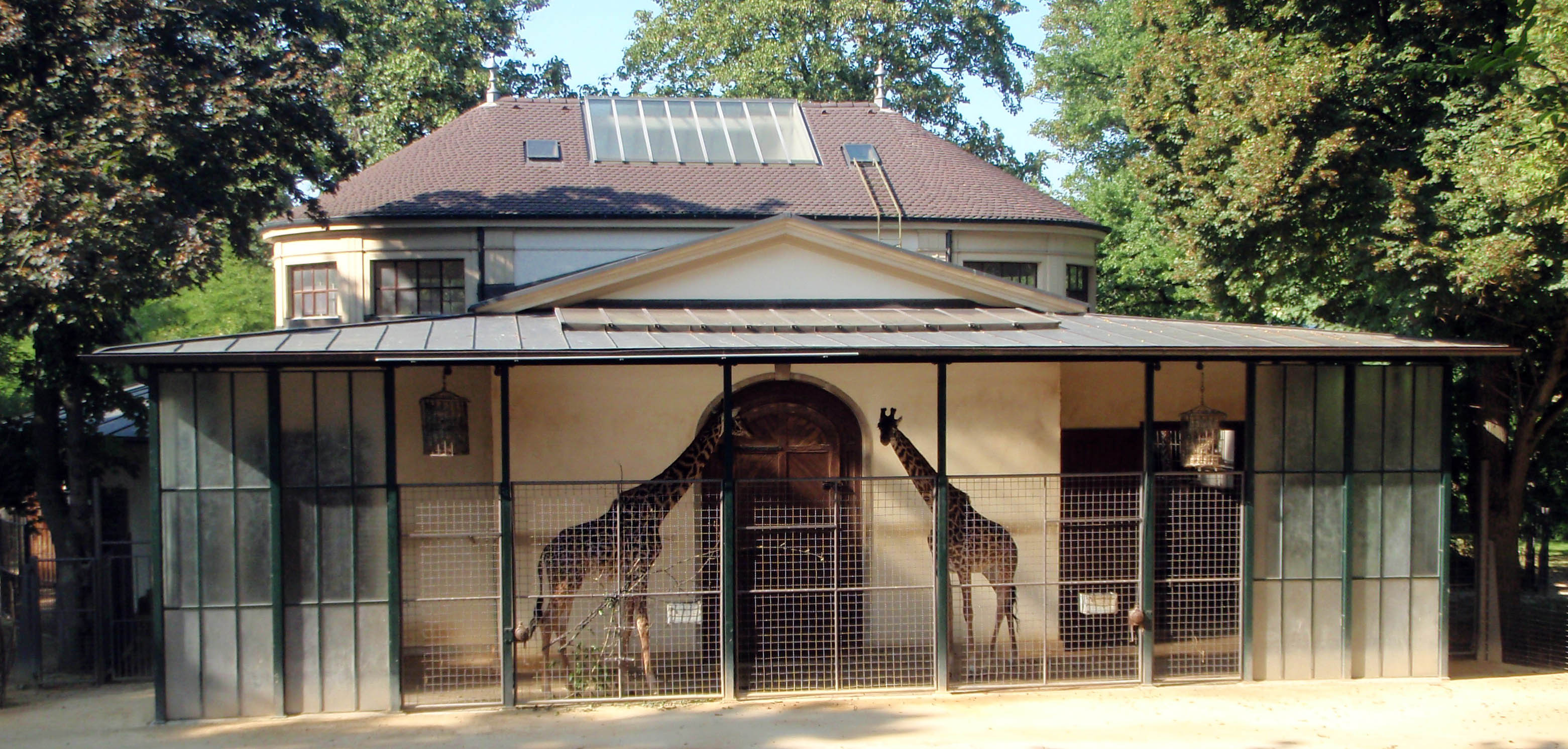
Antilopenhuis

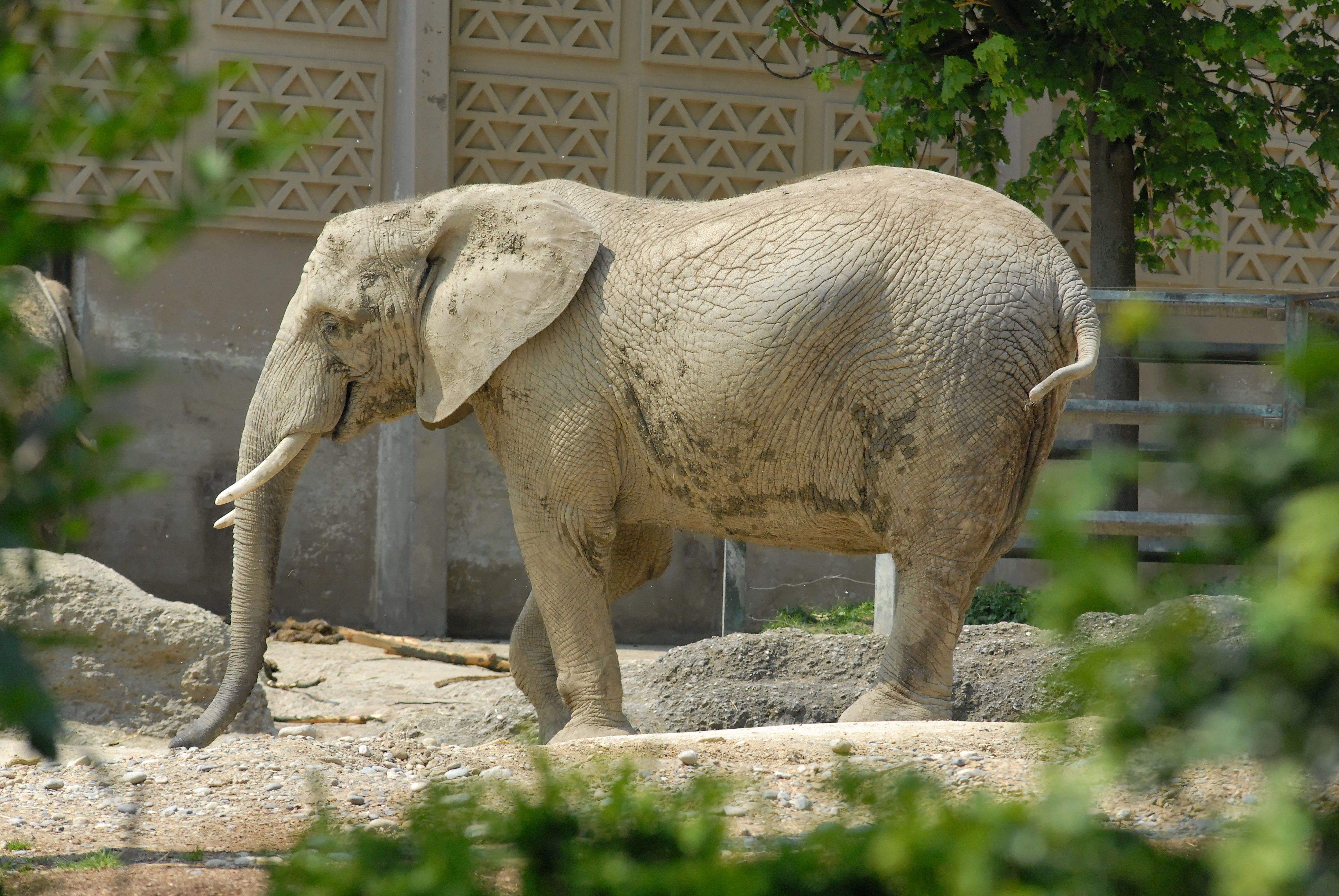
Afrikaanse olifant

### Vivarium
In het in 1972 geopende Vivarium wordt in diverse aquaria en terraria een grote collectie vissen, reptielen en ongewervelden gehouden. Daarnaast is in het gebouw ook een gekoeld verblijf voor koningspinguïns en ezelspinguïns ondergebracht.

### Afrika-Anlage
In 1993 werd een Afrikaans savannelandschap aangelegd voor nijlpaarden, struisvogels en steppezebra's. Hoewel deze diersoorten aanvankelijk zonder noemenswaardige problemen met elkaar samenleefden, vond op 13 oktober 2004 een incident plaats waarbij een zebrahengst gedood werd door een mannelijk nijlpaard.

### Australis
Een in 2006 geopend complex voor Australische diersoorten. In een buitenverblijf worden westelijke grijze reuzenkangoeroes en Australische boskalkoenen gehouden, terwijl in een bijbehorend gebouw enkele reptielen- en insectensoorten zijn ondergebracht. 

### Kinderzoo
In dit in 1977 geopende deel van de dierentuin zijn verschillende huisdierrassen te bezichtigen, waaronder lama's en shetlandpony's. 

### Apenhuis
Het huidige Apenhuis van de dierentuin stamt uit 1969. Het gebouw is in feite op te delen in twee afdelingen. De eerste afdeling heeft zich toegelegd op het houden van Zuid-Amerikaanse apensoorten als slingerapen, doodshoofdaapjes, witgezichtsaki's en klauwaapjes. In de tweede afdeling worden alleen mensapen gehouden, waarvan Zoo Basel zowel chimpansees, gorilla's als orang-oetans in de collectie heeft. De buitenverblijven van de mensapen werden in 2012 vernieuwd.

### Antilopenhuis
Met 1910 als openingsjaar is het Antilopenhuis het oudste nog bestaande gebouw van de dierentuin. Anno 2023 biedt dit gebouw plaats aan giraffen, okapi's en kleine koedoes. 

### Vogelhuis
Het Vogelhuis werd geopend in 1927. Hoewel het gebouw bij de opening ook aan apen en reptielen plaats bood, worden er nu alleen nog tropische vogelsoorten gehouden. Oorspronkelijk waren de vogels vooral in kleinere volières gehuisvest, maar vanaf het midden van de jaren '70 konden ze ook vrij door het gebouw rondvliegen. Tussen 2019 en 2023 kreeg het huis een uitgebreide renovatie.

### Olifanten
Sinds 1952 houdt Zoo Basel een kudde Afrikaanse olifanten. Deze leefden aanvankelijk in het in 1953 geopende Olifantenhuis, tot dit in 2017 verbouwd en uitgebreid werd tot een moderner olifantenverblijf met de naam Tembea. 

### Etoscha en Gamgoas
Op de voormalige locatie van de roofdierverblijven werden respectievelijk in 2001 en 2006 de complexen Etoscha en Gamgoas geopend. In deze twee gebouwen wordt het thema van de voedselketen uitgebeeld binnen de context van de Afrikaanse savanne, aan de hand van verblijven voor onder andere stokstaartjes, republikeinwevers, bijeneters, molratten, jachtluipaarden, hyenahonden, leeuwen, nijlkrokodillen en termieten.

### Sautergarten
De Sautergarten is een uitbreiding van de dierentuin aan de andere zijde van de spoorlijn die in 1939 aan de bestaande tuin kon worden toegevoegd. Op het terrein bevinden zich onder andere een kunstmatige rots met java-apen en sneeuwluipaarden, en verblijven voor zwartvoetpinguïns, regenbooglori's en dwergnijlpaarden. Tevens bevindt zich hier het verblijf van de Indische neushoorns, een diersoort waarmee Zoo Basel sinds 1959 goede fokresultaten heeft bereikt en waarvan de dierentuin ook het EEP beheert. De neushoorns delen hun verblijf met onder andere dwergotters.

## Kweekprogramma's

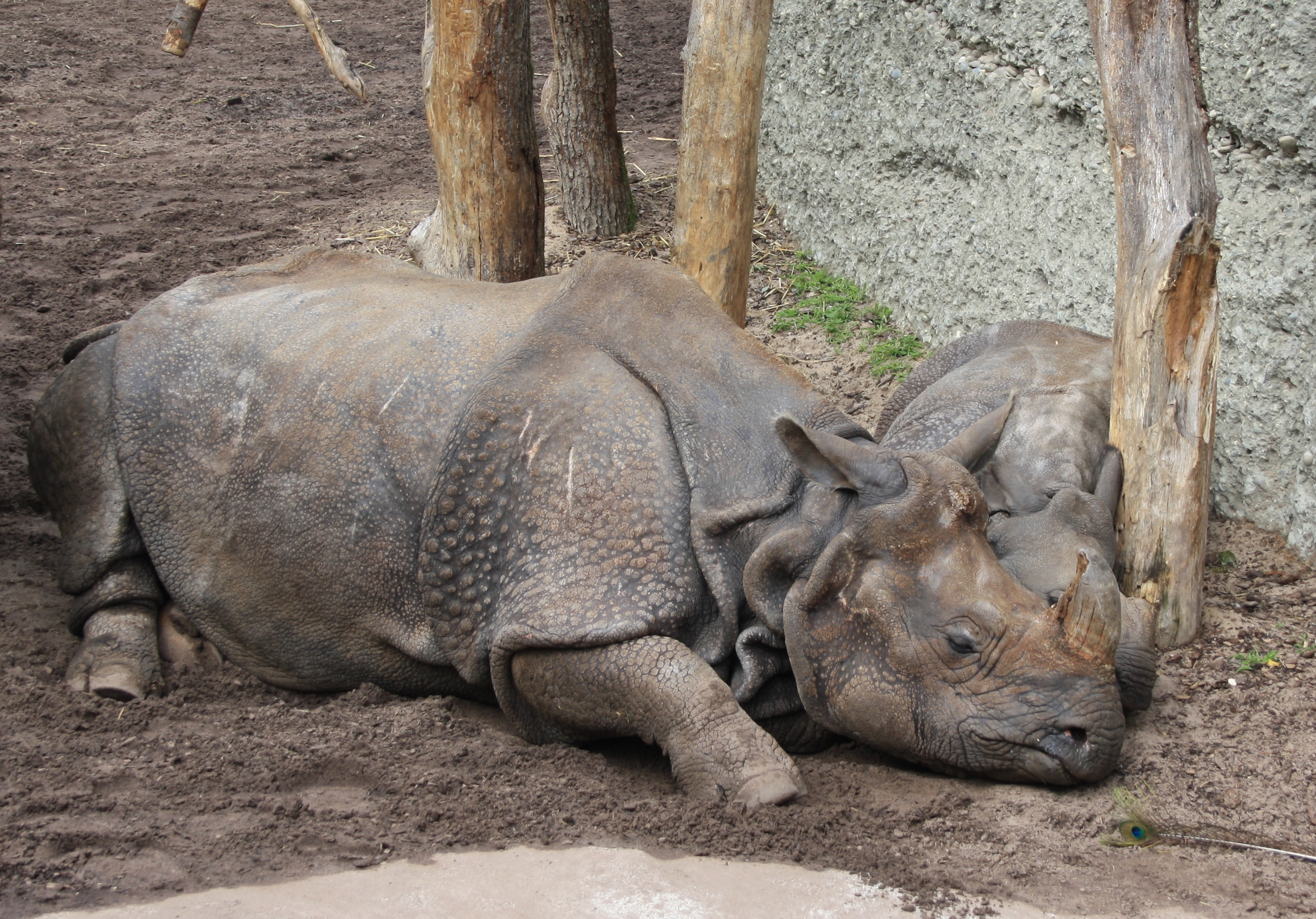
Indische neushoorns

Zoo Basel is lid van zowel de World Association of Zoos and Aquariums als de European Association of Zoos and Aquaria. Voor die laatste beheert de dierentuin ook een aantal European Endangered Species Programmes (EEP's). In april 2024 beheerde de dierentuin het stamboek van de volgende diersoorten:
- Blauwe suikervogel (Cyanerpes cyaneus)
- Boliviaans doodshoofdaapje (Saimiri boliviensis)
- Somalische wilde ezel (Equus africanus somalicus)
- Indische neushoorn (Rhinoceros unicornis)
- Dwergnijlpaard (Choeropsis liberiensis)
- Kleine koedoe (Tragelaphus imberbis)
- Spleetschildpad (Malacochersus tornieri)